# مكاك ريسوسي
الرِيص أو مكاك ريسوسي أو القرد الرايزيسي (الاسم العلمي: Macaca mulatta) (بالإنجليزية: rhesus macaque)‏ هو نوع من الحيوانات يتبع جنس المكاك من فصيلة سعادين العالم القديم. والمكاك الريسوسي غالباً ما يستخدم في التجارب العلمية، وهو يسكن في شرق أسيا.

## الوصف
يبلغ حجم الذكور البالغين حوالي 53 سم قياس، ويزن حوالي 7.7 كجم.أما الإناث فهى تصغر الذكور حجماً، في طول الأنثى البالغة 47 سم و5.3 كجم في الوزن. هذا المكاك بني أو رمادي اللون في وجوه والوردي والتي عادة ما تكون مجردة من الفراء. طول الذيل يصل بين 20.7 و22.9 سم. وتصل أعمارها 25 سنة.

## الموطن
أصل هذا النوع من النسانيس هو شمال الهند وبنغلاديش وباكستان ونيبال وبورما وتايلاند وأفغانستان وفيتنام وجنوب الصين، وبعض المناطق المجاورة. القرد الهندي الصغير يسكن على أوسع النطاقات الجغرافية من أي الرئيسيات غير البشر، وتحتل التنوع الكبير في الارتفاعات في جميع أنحاء وسط وجنوب، وجنوب شرق آسيا. تقطن المناطق القاحلة والمناطق المفتوحة، قد يتم العثور على قرود المكاك في المراعي، والغابات والمناطق الجبلية في ما يصل إلى 2500 متر في الارتفاع. هم السباحين ممتازين أيضاً. يمكن للقرود الحديثة الولادة التي لا يتعدى عمرها بضعة أيام من السباحة، وحتي بعض القرود البالغة تسبح ما بين جزر، ولكن غالبا ما توجد في مجموعات صغيرة ما يغرق منها. ويلاحظ قرود المكاك القرد لميلها إلى الانتقال من المناطق الريفية إلى المناطق الحضرية، والقادمة من الاعتماد على الصدقات أو رفض من البشر. وأصبحت آفة في بعض المناطق، ينظر إليها على أنها خطر ممكن على الصحة العامة والسلامة.

## الجينوم
نجح العلماء في فك رموز الخارطة الوراثية, الجينوم، للنسناس الريسوسي، أو قرد المكاك، وهو أحد قرود العالم القديم، وبذلك, يكون قرد المكاك ثالث الرئيسيات (بعد الإنسان, والشمبانزي) التي يتم فك طلاسم شفرتها الوراثية.
يقول الباحثون إن المعلومات المستمدة من جينوم النسناس الريسوسي ستساعدهم غلى فهم أفضل للعلاقات التطويرية بين البشر وأقرب اقاربهم. وسيكون لها أيضاً تداعيات كثيرة على دراسة صحة البشر وأمراضهم.
يقول باحثوا مركز تسلسل الجينوم البشري في كلية بيلور للطب في هيوستن, إن جينوم قرد المكاك سيدعم البحوث الطبية في مجالات عديدة مثل علم الأعصاب، والبيولوجيا السلوكية، والفيزيولوجيا التناسلية، وعلم الغدد الصماء، وأمراض أوعية القلب والشرايين، والعوز المناعي.